# Státní převrat v Iráku v roce 1968
Státní převrat v Iráku v roce 1968 (někdy také známý jako revoluce 17. července) provedli baasista Ahmad Hasan al-Bakr a armádní důstojníci Abd ar-Rahmán al-Dáwúd a Abd ar-Razzák an-Nájif. Během puče byl svržen prezident Abdul Rahmán Árif a začalo období tzv. Baasistického Iráku, které trvalo až do americké invaze do Iráku v roce 2003. Mezi další přední pučisty patřili Sálíh Mahdí Ammáš, Hardán al-Tikrítí a zejména Saddám Husajn, který v roce 1979 nastoupil po al-Bakrovy do funkce prezidenta.
Převrat se obešel bez krveprolití. Nicméně během konsolidace moci baasisté provedli v lednu 1969 po politickém procesu popravu čtrnácti lidí (z nichž devět bylo iráckých Židů). Tyto osoby byly odsouzeny za smyšlenou špionáž. Baasisté poté odsoudili americká a izraelské vměšování v regionu a začaly utužovat své vazby na Sovětský svaz.

## Pozadí
V únoru 1963 iráčtí baasisté svrhli ve vojenském převratu Abdula Karima Kásima, osobnost irácké revoluce z roku 1958. Nicméně již v listopadu 1963 byli odstaveni od moci nastrčeným prezidentem Abdulem Salámem Árifem, kterého do funkce sami dosadili. Abdul Salám Árif zemřel v roce 1966 a jeho funkci převzal jeho bratr Abdul Rahmán Árif. Ten se velmi sblížil s Američany a administrativou prezidenta Lyndona B. Johnsona. Američané usilovali o rozvolnění vlastnické struktury původně Brity založené Iraq Petroleum Company na těžbu ropy. Americké firmy vlastnily 23,75% podíl této společnosti. Utužování vztahů však náhle skončilo v červnu 1967, když Izrael zaútočil na své arabské sousedy a zahájil šestidenní válku. Nejenže Árif musel přerušit diplomatické vazby s USA, ale jeho dřívější otevřenost vůči Americe vedla k pádu jím ustanovené vlády.
Vedle toho se v zemi angažovaly státy Spojené království, Íránské císařství a Izrael, které usilovaly o destabilizaci vlády Iráku a násirovců, se kterými vedly regionální monarchie arabskou studenou válku. Tyto země proto podporovaly kurdské povstalce. Arabská prohra v šestidenní válce a pokračující povstání Kurdů delegitimizovalo a poškozovalo iráckou vládu a armádní velení. Árif v době nestability a kritiky Západu znovu jmenoval premiérem dřívějšího předsedu vlády, arabského nacionalistu Táhira Jahju. Ten oprášil svůj dřívější plán na vytvoření národní irácké společnosti pro těžbu ropy Iraq National Oil Company. Jahjá se obrátil na Francii a Sovětský svaz s obchodní nabídkou na rozvinutí kapacit a technologií irácké ropné společnosti.
Jahjá představil zákon, který udával, že tam, kde bude těžit Iraq National Oil Company, nemůže těžit Iraq Petroleum Company. To se v praxi rovnalo téměř znárodnění ropných polí. Tento přístup rozhněval Američany. Americká CIA byla pověřena, aby připravila zprávu o situaci v Iráku a možných řešeních. Zpráva z roku 1968 uváděla, že Táhir Jahjá je nebezpečný radikál a že v Iráku se nachází nespokojené skupiny, jako například baasisté a jiní arabští nacionalisté. Dokument dochází k závěru, že „Ačkoli by taková vláda mohla být radikálnější než ta současná, zhoršení politických záležitostí... je nepravděpodobné“. Historik Netanel Avneri z toho vyvozoval, že „je pravděpodobné, že touha svrhnout Jahjovu vládu byla ve Washingtonu považována za důležitější než následné nastolení umírněnějšího režimu.“ V červnu 1968 belgičtí představitelé předali zprávu z amerického ministerstva zahraničí iráckým představitelům, v nichž nabídli obnovení vztahů, pokud Irák souhlasí s poskytnutím náhrady za škody americké ambasádě a konzulátu vzniklé během dřívějšího protestu a splní další podmínky, včetně ukončení iráckého bojkotu amerického zboží a služeb uvaleného poté, co USA podporovaly Izrael během šestidenní války. „Neexistuje žádný záznam o tom, jak Iráčané na tuto informaci reagovali,“ ačkoliv Belgičané „komentovali, že Iráčané by pravděpodobně považovali zrušení bojkotu za nepřijatelné.“

## Průběh převratu
Příprava převratu probíhala nejméně od března 1968. Strana Baas již dříve zorganizovala velkou demonstraci proti Árifovi v září 1967. Dne 17. července 1968 Ahmad Hasan al-Bakr, Abd ar-Rahmán al-Dáwúd a Abd ar-Razzák an-Nájif provedli převrat, vůči kterému nezaznamenali téměř žádný odpor a tak se obešel bez obětí. Prezident Abdul Rahmán Árif byl zadržen a poté umístěn do letadla, které s ním odletělo do Londýna. Ačkoliv al-Bakr slíbil svým konspirátorům z armády al-Dáwúdovy a an-Nájifovi vládní funkce, do 30. července je nechal sesadit a vyhostil je ze země. Důvodem bylo, že nebyli baasisté, což ohrožovalo nový režim, který byl postaven na vládě jedné strany. Premiér Jahjá skončil ve vězení, kde byl mučen, ale nebyl popraven.
Mnoho detailů převratu zůstává historikům nejasných. V den převratu člen Rady národní bezpečnosti USA John Foster vyhodnotil, že „sklony nového režimu budou směřovat k posunutí Iráku ještě blíže k palestinskému Fatahu, Syřanům a Sovětům,“ nicméně podle velvyslanectví USA v Libanonu – „hlavní zdroj politických informací o Iráku po uzavření ambasády v Bagdádu v červnu 1967“ – iráčtí baasisté byli „z pravicového křídla strany“ a byli rivaly svých syrských protějšků. Al-Bakr a jeho ministr zahraničí vyjádřili zájem o užší spolupráci s Tureckem a Íránským císařstvím a americký velvyslanec v Kuvajtu oznámil, že Kuvajťané „očekávali příznivější situaci v Iráku, protože bývalá vláda Baas uznala nezávislost Kuvajtu“.

## Údajné zapojení USA
Brandon Wolfe-Hunnicutt uvádí, že USA sehrály v roce 1968 „významnou roli v událostech, které přivedly stranu Baas k moci“. Podobně historik Netanel Avneri „odhalil zjištění, která podporují tvrzení o americké účasti na svržení Árifa“; přání jeho vlády „rozbít anglosaský monopol na iráckou ropu“ a sovětská pomoc Iráku poskytly USA „dobrý důvod k podpoře svržení [irácké] vlády“. Podobně politolog Tareq Ismael uvádí, že: „S další pomocí od USA se strana Baas vrátila k moci v roce 1968.“ Wolfe-Hunnicutt dochází k závěru, že převrat „alespoň zpočátku“ sloužil zájmům USA v Iráku, a přestože „některé americké obchodní skupiny se na převrat dívaly s přízní“, „zatím neexistuje žádný důkaz, že tyto skupiny získaly oficiální podporu z Washingtonu“, a poznamenává, že „důkazy [...] naznačují, že pokud Ústřední zpravodajská služba podpořila převrat, učinila tak [...] bez řádného povolení nebo oficiální koordinace.“
Po úspěchu převratu belgické velvyslanectví v Iráku, které hostilo sekci zájmů USA, oznámilo, že se silně proslýchalo, že „za převratem stál Washington“, a poznamenalo, že „několik ministrů, zejména nový předseda vlády [an-Nájif], byl znám jako ‚proamerický‘“. Bývalý člen Rady národní bezpečnosti USA Roger Morris v roce 2003 v The New York Times napsal, že převrat „proběhl s podporou CIA“, dále napsal, že „na konci 60. let jsem často slyšel důstojníky CIA – včetně Archibalda Roosevelta, vnuka Theodora Roosevelta, významného představitele CIA pro Bízký východ – otevřeně mluvit o spolupráci s iráckými baasisty". Adnán Pačáčí, který sloužil v irácké vládě před i po převratu, prohlásil: „Nevím o vnější účasti, ale možná se to stalo. Režim premiéra Jahji byl násirovský a na Západě neoblíbený. Dávalo by to smysl.“ Gibson cituje bývalého vysoce postaveného důstojníka CIA: "Nevím, jak začaly fámy, že jsme byli zapojeni do baasistického převratu. Nebyli jsme. ... Árif byl nejlepší ze všech."